# 岐阜県を舞台とした作品一覧
岐阜県を舞台とした作品一覧（ぎふけんをぶたいとしたさくひんいちらん）では、岐阜県内をモチーフあるいはロケーション撮影地にした小説、アニメーション、テレビドラマ等を記述する。

## 文芸
- あゝ野麦峠（山本茂実）
- 愛と憎しみの高山本線（西村京太郎）
- 赤かぶ検事シリーズ（和久峻三）
- 安達としまむら（入間人間）
- 天離り果たつる国（宮本昌孝）
- 天生の狐（志坂圭）
- イヴが死んだ夜（西村京太郎）
- 宇宙人の村へようこそ（松屋大好）
- 奥飛騨恋の殺人旅行（斎藤栄）
- 奥飛騨殺人行（荻原秀夫）
- 乙霧村の七人（伊岡瞬）
- 可児才蔵（志木沢郁）
- 消えた巨人軍
- 北アルプス飛騨泣き殺人事件（梓林太郎）
- 霧の城（岩井三四二）
- 国盗り物語（司馬遼太郎）
- 黒白の起点 飛騨高山殺人交差（梓林太郎）
- 軍師竹中半兵衛（八尋瞬右）
- 軍師竹中半兵衛（笹沢佐保）
- 下天は夢か（津本陽）
- けもの谷（澤田ふじ子）
- 下呂・高山殺人街道（石川真介）
- 美濃路殺人悲愁（石川真介）
- 高野聖（泉鏡花）
- 〈古典部〉シリーズ（米澤穂信）
- さくら道（中村義朋）
- 山峡の湯村（松本清張）
- 時代の祝福
- 小京都郡上八幡殺人事件（山村美紗）
- 少年時代（池永陽）
- 女王国の城（有栖川有栖）
- 白川郷濡髪家の殺人（吉村達也）
- 白川郷ゆらめきの旅路（山口香）
- 白狐魔記 戦国の雲（斎藤洋）
- 白い魔魚（舟橋聖一）
- 信長公記
- 関ヶ原（司馬遼太郎）
- 関ヶ原の戦い（中村晃）
- 喪失の儀礼（松本清張）
- 高山1/2の女（島田荘司）
- 高山本線殺人事件（西村京太郎）
- 高山本線の昼と夜（西村京太郎）
- 竹中半兵衛（高橋和島）
- 天狼 明智光秀（岩室忍）
- どこかでベートーヴェン（中山七里）
- 特急北アルプス殺人事件（西村京太郎）
- 特急ひだ3号殺人事件（西村京太郎）
- 特急ワイドビューひだ殺人事件（西村京太郎）
- 特急ワイドビューひだに乗りそこねた男（西村京太郎）
- 十津川警部　長良川に犯人を追う（西村京太郎）
- 長良川（豊田穣）
- 長良川鵜飼殺人事件（山村美紗）
- 南方の火（川端康成）
- 日本百名山（深田久弥）
- のうりん（白鳥士郎）
- 残されたセンリツ（中山七里）
- 信長の軍師（岩室忍）
- 信長燃ゆ（安部龍太郎）
- 花の百名山（田中澄江）
- 美女高原殺人事件（西村京太郎）
- 飛騨いにしえの殺人（木谷恭介）
- 飛騨路殺人事件（中町信）
- 飛騨十三墓峠殺人事件（木谷恭介）
- 飛騨高山に消えた女（西村京太郎）
- 飛騨高山に死す（峰隆一郎）
- 飛騨高山旅情殺人事件（荻原秀夫）
- 飛騨の牙（峰隆一郎）
- 飛騨の国殺人伝説（生田直親）
- ふたり道三（宮本昌孝）
- 冬の旅 飛騨路の殺人（津村秀介）
- 変人のサラダボウル（平坂読）[1]
- 僕は友達が少ない（平坂読）
- 祭りの果て、郡上八幡（西村京太郎）
- 蝮の孫（天野純希）
- 美濃（小島信夫）
- 美濃牛
- 美濃路殺人事件（内田康夫）
- 村を助くは誰ぞ（岩井三四二）
- 眼の壁（松本清張）
- 森の中の海（宮本輝）
- 雪の絶唱（森村誠一）
- 夜明け前
- 夜長姫と耳男
- ルドルフとイッパイアッテナ（斎藤洋）
- 浪々を選びて候（岩井三四二）
- 封印再度[2]
- 私が愛した高山本線（西村京太郎）

## 映画

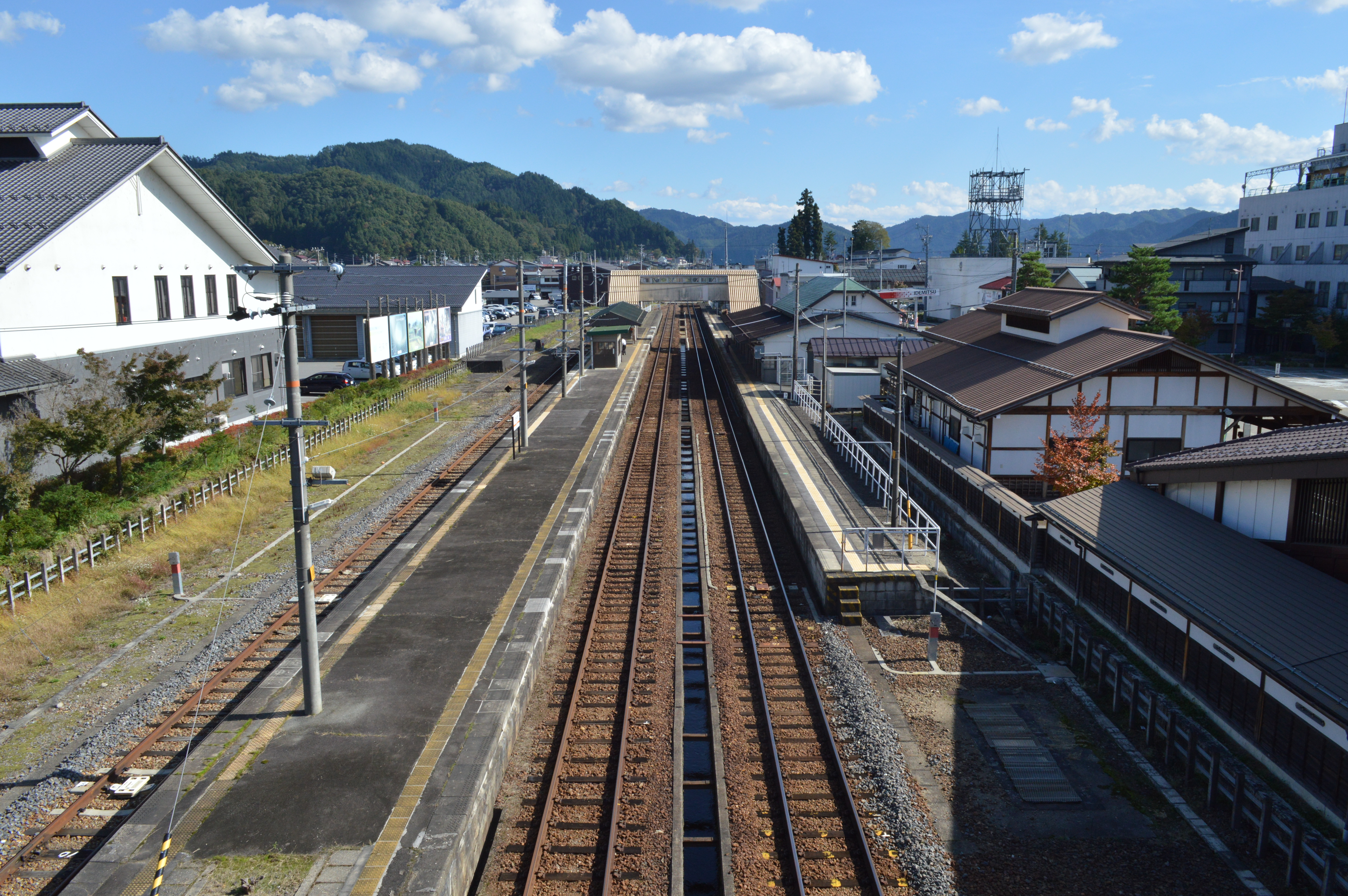
「君の名は。」の聖地（飛騨古川駅、2016年10月）

- あゝ野麦峠
- あゝ野麦峠 新緑篇
- あの空をおぼえてる[3]
- 安心して老いるために
- 薄れゆく記憶のなかで[3]
- 怪獣ヤロウ!
- 風の絨毯[3]
- キツツキと雨[4]
- 君の名は。[3][5]「君の名は。」の聖地（飛騨古川駅、2016年10月）
- 郡上一揆[3]
- 口裂け女2[3]
- 拳銃無頼帖 明日なき男[6]
- 現代やくざ 血桜三兄弟
- 映画 聲の形[5]
- サトラレ[3]
- 白い魔魚[7]
- ずらり俺たちゃ用心棒[8]
- 関ヶ原
- せんぼんまつばら 川と生きる少年たち
- 大魔神逆襲
- 旅路 村でいちばんの首吊りの木
- どたんば
- トラック野郎 突撃一番星
- 長い散歩
- 眼の壁[3]
- ひみつのなっちゃん。[9]
- ブルーヘブンを君に[10]
- ふるさと (1983年の映画)[11]
- 夜叉ヶ池
- ルドルフとイッパイアッテナ
- ルパン三世 風魔一族の陰謀[3]
- ROBO☆ROCK[3]

## テレビドラマ
- 愛の嵐
- 葵 徳川三代
- 赤かぶ検事奮戦記[3]
- 赤ちゃん誕生
- 赤と黒
- イジューは岐阜と
- 愛おしくて
- 命～天国のママへ～
- 奥飛騨二重心中[12]
- 各務原よ 大使を抱け![13]
- ガッタン ガッタン それでもゴー[14]
- 岐阜にイジュー![15]
- 国盗り物語[3]
- 恋するキムチ[3]
- こんな男でよかったら
- 最愛[16]
- さくら[3]
- さくら心中[3]
- しあわせ色写真館[3]
- 17歳の監督 〜名古屋行き最終列車大垣編〜[17]
- 小京都ミステリー2，5，
- 白い魔魚
- 関ヶ原 (テレビドラマ)
- 父の花、咲く春〜岐阜・長良川幇間物語〜[18]
- 父、ノブナガ。[19]
- 月に行く舟
- 月に祈るピエロ
- 裸の大将放浪記
- 半分、青い。[20]

## 音楽
- ああ荘川桜
- 奥飛騨慕情
- 郡上恋唄 - 石原詢子の楽曲
- 郡上の詩 - 石原詢子の楽曲
- 前前前世 - 映画「君の名は。」の主題歌
- 高山にカンカコカン
- 高山本線
- 長良川艶歌 - 五木ひろしの楽曲
- 濃尾恋歌 - 石原詢子の楽曲
- ひとり長良川
- 飛騨の吊り橋
- ほたるのふる里 - 石原詢子の楽曲
- 柳ヶ瀬ブルース - 美川憲一の楽曲

## ゲーム
- 岐阜クエスト
- 戦国BASARA3
- 戦国無双2
- ひぐらしのなく頃に
- 風雨来記4[21]
- 星空へ架かる橋

## 漫画
- ウマ娘 シンデレラグレイ
- えびがわ町の妖怪カフェ
- 美味しんぼ
- 片目猿
- 岐阜のたてかよこ
- 君の名は。
- 聲の形
- ジュニオール
- 青春ブタ野郎はバニーガール先輩の夢を見ない
- センゴク
- センゴク兄弟
- 猛き黄金の国 道三
- のうりん[5]
- 信長協奏曲
- 信長のシェフ
- はるとごーすと
- ひそねとまそたん[22]
- 氷菓[5]
- へうげもの
- 変人のサラダボウル[1]
- 僕は友達が少ない[5]
- 僕らはみんな河合荘[5]
- 星空へ架かる橋[5]
- みそララ
- やくならマグカップも[23]
- 恋愛ラボ

## テレビアニメ
- 安達としまむら
- ウマ娘 シンデレラグレイ
- 美味しんぼ
- 岐阜のたてかよこ
- 青春ブタ野郎はバニーガール先輩の夢を見ない
- のうりん[5]
- 信長協奏曲
- ひぐらしのなく頃に[5]
- ひそねとまそたん[24]
- 氷菓[5]
- へうげもの
- 変人のサラダボウル[1]
- 僕は友達が少ない[5]
- 僕らはみんな河合荘[5]
- 星空へ架かる橋[5]
- まんが日本昔ばなし「亡者道」
- やくならマグカップも[23]
- 八十亀ちゃんかんさつにっき
- 恋愛ラボ

## OVA
- 名鉄電車グラフティ
- ルパン三世 風魔一族の陰謀

## その他のテレビ番組
- にっぽん百名山
- プロジェクトX
  - 第88回「命の水 暴れ川を制圧せよ」
  - 第89回『桜ロード 巨木輸送作戦』